# Étienne Eyadéma

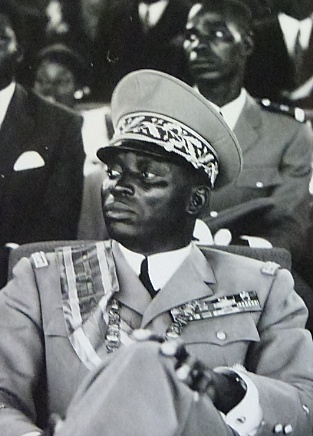
Étienne Eyadéma in 1972

Étienne Eyadéma Gnassingbé (Pya (Togo), 26 december 1935 – luchtruim van Tunesië, 5 februari 2005) was president van Togo. Hij regeerde ruim 37 jaar over Togo en was daarmee, samen met Omar Bongo, president van Gabon, het langstzittende staatshoofd van Afrika.
Eyadéma werd geboren te Pya als zoon van een arme protestantse boer. Op achttienjarige leeftijd nam hij als Étienne Eyadéma - feitelijk zijn twee voornamen - dienst bij het Franse leger. Van 1953 tot 1961 vocht hij in Indo-China en Algerije. Na de Togolese onafhankelijkheid in 1960 werd hij staf-chef van het Togolese leger. In januari 1963 was hij nauw betrokken bij de staatsgreep die een einde maakte aan het regime van president Sylvanus Olympio. Eyadéma claimde later dat hij Olympio persoonlijk had doodgeschoten.

## President van Togo
In januari 1967 maakte Eyadéma een einde aan het bewind van president Nicolas Grunitzky. Eyadéma werd op 14 april van dat jaar president van Togo en in 1969 maakte hij van Togo een eenpartijstaat met de Rassemblement du Peuple Togolais als enige erkende partij. In de jaren zeventig zette hij een proces van 'togolisering' in gang en nationaliseerde hij onder andere de fosfaatmijnen. 
In 1974 nam hij zijn eigenlijke achternaam Gnassingbé weer aan, met naar Afrikaans gebruik zijn voornaam erachter en sindsdien liet hij zich Gnassingbé Eyadéma noemen. Hoewel hij voor stabiliteit zorgde, groeide in de jaren tachtig de oppositie tegen zijn corrupte en ondemocratische bewind. In 1991 probeerde een landelijke protestbeweging hem tot aftreden te dwingen. Op 29 augustus van dat jaar stemde Eyadéma in met de invoering van hervormingen die moesten leiden tot een democratie in de West-Afrikaanse staat.
Een nationale conferentie onder leiding van een bisschop zette een democratiseringsproces in gang, en stond de vorming van politieke partijen toe. Er werd een premier gekozen, Joseph Kofigoh, aan wie de uitvoerende macht werd opgedragen. Onder druk van het leger werd Eyadéma gehandhaafd als ceremonieel staatshoofd.
Nu begon de president een kat-en-muisspel met de nieuwe regering. Het leger pleegde driemaal een staatsgreep, waarna het door Eyadéma weer werd teruggestuurd naar de kazernes. Zo heroverde hij stukje bij beetje zijn machtspositie. In 1992 kwam het tot ernstige botsingen tussen voor- en tegenstanders van Eyadéma, waarna hij eindelijk een verkiezingsdatum bekendmaakte. 
Bij de verkiezingen van 1993 werd hij als president herkozen. Ook bij de verkiezingen van 21 juni 1998 werd Eyadéma als president van de republiek herkozen. Zijn overwinning was nipt, en hij werd beschuldigd van een bloedbad waarbij honderden politieke tegenstanders zouden zijn omgekomen. In december 2002 werd de grondwet van Togo gewijzigd. De maximumtermijn van twee perioden van maximaal vijf jaar presidentschap werd afgeschaft, zodat Eyadéma gewoon aan de verkiezingen van 2003 kon meedoen. Nadat hij deze had gewonnen werd de minimumleeftijd voor een president verlaagd van 45 naar 35 jaar, mogelijk met het oog op de opvolging van de in slechte gezondheid verkerende president door zijn zoon Faure Eyadéma, die op dat moment 35 was.
Eyadéma liet vlak bij zijn geboortehuis in Pya, een paar kilometer ten noorden van Lama-Kara, een groot paleis bouwen. Hij was voorzitter van de Organisatie van Afrikaanse Eenheid (OAS) van 2000 tot 2001, en bemiddelde tussen de regering en de rebellen van Ivoorkust in een conflict dat in 2002 begon.

## Overlijden
Begin 2005 overleed hij op 69-jarige leeftijd aan een hartaanval aan boord van een vliegtuig, 250 km ten zuiden van Tunis, dat hem naar Frankrijk bracht voor een medische behandeling (volgens het Israëlische ministerie van Buitenlandse Zaken was Eyadéma echter op weg naar Israël). Volgens de grondwet van Togo moest parlementsvoorzitter Fambaré Ouattara optreden als interim-president. Het leger van Togo pleegde echter een staatsgreep en installeerde Faure Eyadéma als president.
Sylvanus Olympio · Emmanuel Bojollé · Nicolas Grunitzky · Kléber Dadjo · Gnassingbé Eyadéma · Faure Eyadéma · Abbas Bonfoh (interim) · Faure Eyadéma